# Сукоб на албанско-југословенској граници 18. јула 1998.
Дана 18. јула 1998. године, Војска Југославије (ВЈ) је извршила заседу колони ОВК и страних муџахедина западно од Дечана, на граници између Албаније и Југославије. Заседа је резултирала смрћу четворице припадника ОВК и осамнаест муџахедина, од којих је већина била из Саудијске Арабије. Дванаест милитаната је рањено, а још шест је ухапшено и оптужено за илегалан улазак и шверц оружја. Југословенске снаге су заплениле значајну количину оружја и муниције. Један југословенски граничар је тешко рањен у сукобу.
Према израелском историчару Шаулу Шају, ово је био први сукоб у Рату на Косову између ВЈ и страних муџахедина. Саветник Хјуман рајтс воча, Фред Абрахамс, нагађа да је ОВК можда намерно увела муџахедине у заседу како би смањила утицај исламских екстремиста унутар сопствених редова.
Касније тог дана, 19 бораца ОВК је рањено током гранатирања руте за шверц оружја у близини места заседе. Албански граничари су их евакуисали и пребацили на лечење у главни град Тирану. Албански званичници су касније тврдили да су две минобацачке гранате пале на територију Албаније, што је додатно заоштрио тензије. Истог поподнева, борци ОВК су напали југословенску граничну патролу и ранили једног војника.

## Позадина
Након Другог светског рата, Косово је добило статус аутономне покрајине унутар Социјалистичке Републике Србије, једне од шест република у саставу СФРЈ. Након смрти Јосипа Броза Тита 1980. године, политички систем Југославије је почео да се распада. 1989. године, Београд је укинуо аутономију Косова у оквиру "антибирократске револуције" коју је спровео председник Србије Слободан Милошевић. Косово, у ком су Албанци били већина, има велики историјски и културни значај за Србе, који су чинили већину у региону до средине 19. века, али су до 1990. сачињавали свега 10% популације.

## Заседа
Рано ујутру 18. јула 1998, око 03:00 часа, група од најмање 200 милитаната ОВК и страних муџахедина ушла је из Албаније на Косово, у рејон села Кошаре и Ђеравице. Југословенске јединице, које су претходно поставиле заседу, напале су колону ватром из минобацача и лаког наоружања. Заседа је трајала неколико сати, а борбе су се наставиле убрзо после првог напада, када су остале групе милитаната покушале да се пробију преко границе у правцу Дечана.
Војска Југославије је потврдила да је убијено 22 припадника противничких снага, од којих су већина били страни муџахедини, укључујући и њиховог вођу Алију Рабића, држављанина Саудијске Арабије. Четворица припадника ОВК су такође погинула. Дванаест милитаната је рањено и евакуисано преко границе у Албанију, а шесторица су заробљена и касније изведена пред суд у Пећи.
Према неким извештајима, милитанти су носили „религијске ознаке и браде“, а пронађени су и докази о њиховим контактима са исламским фундаменталистичким организацијама.

## Последице
ОВК је можда искористила заседу као начин да елиминише муџахедине који су све више утицали на стратегију и имиџ покрета. —Фред Абрахамс, Хјуман рајтс воч
Након напада, Албанска страна је оптужила Југославију да је повредила њену територију, јер су две минобацачке гранате наводно пале са српске стране у околину села Тропоје. Албански граничари су евакуисали рањене борце ОВК и муџахедине, неки од којих су лечени у болницама у Тирани.
Међународне организације за људска права изразиле су забринутост због учешћа страних муџахедина у рату на Косову. Постојала је бојазан да би њихово присуство могло нашкодити међународној подршци коју је ОВК уживала у неким западним земљама.
Југословенске власти су касније објавиле снимке и фотографије заплењеног оружја, као и видео-снимке заробљених милитаната. Случај је коришћен као доказ повезаности ОВК са исламским екстремизмом, што је касније постало једно од кључних питања у дипломатским расправама о легитимитету интервенције НАТО-а 1999. године.